# Griegos (kommunhuvudort)
Griegos är en kommunhuvudort i Spanien.   Den ligger i provinsen Provincia de Teruel och regionen Aragonien, i den centrala delen av landet, 170 km öster om huvudstaden Madrid. Griegos ligger 1 610 meter över havet och antalet invånare är 140.
Terrängen runt Griegos är lite kuperad. Runt Griegos är det mycket glesbefolkat, med 2 invånare per kvadratkilometer. Närmaste större samhälle är Bronchales, 14,0 km nordost om Griegos. 